# Jerzy Bruliński
Jerzy Jan Bruliński (ur. 27 września 1936 w Hłuboczku, zm. 25 sierpnia 2023 w Szczecinie) – polski działacz partyjny i państwowy, menedżer, w latach 1987–1990 wicewojewoda szczeciński.

## Życiorys
Syn Tadeusza i Ireny. Kształcił się na kursach w Wieczorowym Uniwersytecie Marksizmu-Leninizmu (1970) i Wyższej Szkole Partyjnej KPZR (1974). Wstąpił do Polskiej Zjednoczonej Partii Robotniczej, od 1968 do 1969 był II sekretarzem Komitetu Zakładowego w Nadodrzańskim Przedsiębiorstwie Budownictwa Przemysłowego w Policach. W latach 1972–1975 pozostawał sekretarzem Komitetu Wojewódzkiego PZPR w Szczecinie, później zasiadał w jego egzekutywie. W latach 1975–1979 pozostawał dyrektorem Szczecińskiego Zjednoczenia Budownictwa Ogólnego. Od 1987 do 1990 pełnił funkcję wicewojewody szczecińskiego. W III RP ponownie zajął się działalnością biznesową.
Został pochowany na Cmentarzu Centralnym w Szczecinie.